# Dangeau

Dangeau este o comună în departamentul Eure-et-Loir, Franța. În 2015 avea o populație de 920 de locuitori.